# مشعل خلف الشمری
مشعل خلف الشمری (انگلیسی: Meshal Khalaf؛ زادهٔ ۲۷ سپتامبر ۱۹۹۴) یک ورزشکار اهل عربستان سعودی است.